# Oben am jungen Rhein
Oben am jungen Rhein (Iznad mlade Rajne) je državna himna Kneževine Lihtenštajn.
Pjesma ima istu melodiju kao God Save the King, himna Ujedinjenog Kraljevstva. Tekst je napisao švicarski pastor Jakob Josef Jauch 1850. godine kad je Lihtenštajn bio dio Svetog Rimskog Carstva Njemačkog Naroda. 
Za državnu himnu je prihvaćena 1920. Izmjene su napravljene 1963. godine: naime, uklonjene su reference na Njemačku i Nijemce te je himna s pet skraćena na dvije kitice. Dotad je prvi stih glasio Oben am deutschen Rhein ("Iznad njemačke Rajne"), a promijenjen je u am jungen Rhein, "iznad mlade Rajne". Stih im deutschen Vaterland ("u njemačkoj očevini") zamijenjen je stihom das teure Vaterland ("ona vrijedna očevina").
| Prva strofa | Prva strofa |
| --- | --- |
| Oben am jungen Rhein Lehnet sich Liechtenstein An Alpenhöh'n. Dies liebe Heimatland, Das teure Vaterland, Hat Gottes weise Hand Für uns erseh'n.                  | Na vrh mlade Rajne oslanja se Lihtenštajn na alpskim visinama. Ova ljubljena domovina, ova voljena domovina Božjom mudrom rukom izabrana je za nas.                      |
| Druga strofa | |
| Hoch lebe Liechtenstein Blühend am jungen Rhein, Glücklich und treu. Hoch leb' der Fürst vom Land, Hoch unser Vaterland, Durch Bruderliebe Band Vereint und frei. | Dugo živio Lihtenštajn, da cvjeta na mladoj Rajni, sretan i voljen! Dugo živio princ Zemlje, dugo živjela naša domovina, u okovima bratske ljubavi ujedinjen i slobodan! |